# Leadbelly (film)
Leadbelly est un film biographique américain réalisé par Gordon Parks sur le chanteur et guitariste de blues et de folk Leadbelly (1885-1949), interprété par Roger E. Mosley, sorti en 1976.

## Distribution
- Roger E. Mosley : Huddie Ledbetter
- Paul Benjamin : Wes Ledbetter
- Madge Sinclair : Miss Eula
- Alan Manson :  Capitaine Freeman
- Albert Hall : Dicklicker
- Art Evans : Blind Lemon Jefferson
- James Brodhead : John Lomax
- John Henry Faulk : Gouverneur Neff
- Vivian Bonnell : Vieille dame
- Dana Manno : Margaret Judd
- Lynn Hamilton : Sally Ledbetter
- William Wintersole : Shériff